# Circonscription d'Eden-Monaro

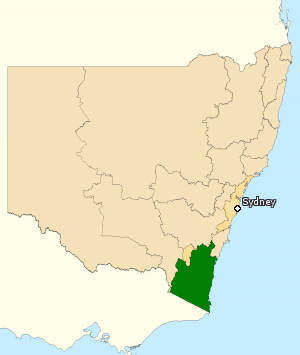
La circonscription d'Eden-Monaro(en vert) au sud de la Nouvelle-Galles du Sud.

La circonscription d'Eden-Monaro  est une circonscription électorale australienne en Nouvelle-Galles du Sud. Elle a été créée en 1901 et a été l'une des 75 circonscriptions mises au voix à la première élection fédérale. Elle porte le nom de la ville d'Eden et de la région de Monaro au sud de la Nouvelle-Galles du Sud.
Elle est située sur la côte sud de la Nouvelle-Galles du Sud et ses limites actuelles comprennent les villes de Bega, Cooma et Queanbeyan. Jusqu'en 1943, elle était généralement un siège assuré pour la droite puis s'est marginalisée. Depuis 1972, elle a toujours élu un député de la majorité gouvernementale et est donc considérée comme un siège "baromètre".

## Députés
| Nom              | Parti            | Période de mandat |
| ---------------- | ---------------- | ----------------- |
| Austin Chapman   | Protectionniste  | 1901–1909         |
| Austin Chapman   | Commonwealth     | 1909–1916         |
| Austin Chapman   | Nationaliste     | 1916–1926         |
| John Perkins     | Nationaliste     | 1926–1929         |
| John Cusack      | Travailliste     | 1929–1931         |
| John Perkins     | United Australia | 1931–1943         |
| Allan Fraser     | Travailliste     | 1943–1966         |
| Dugald Munro     | Parti libéral    | 1966–1969         |
| Allan Fraser     | Travailliste     | 1969–1972         |
| Bob Whan         | Travailliste     | 1972–1975         |
| Murray Sainsbury | Parti libéral    | 1975–1983         |
| Jim Snow         | Travailliste     | 1983–1996         |
| Gary Nairn       | Parti libéral    | 1996–2007         |
| Mike Kelly       | Travailliste     | 2007–2013         |
| Peter Hendy      | Parti libéral    | 2013-en cours     |